# Esbjerg (municipio)
El municipio de Esbjerg es un municipio en la región de Dinamarca Meridional en la costa oeste de la península de Jutlandia en el suroeste de Dinamarca. Su alcalde es Johnny Søtrup, del Partido Liberal. El 1 de enero de 2007, como resultado de una reforma municipal, el antiguo municipio de Esbjerg se fusionó con los de Bramming y Ribe para formar el actual municipio de Esbjerg. Este municipio tiene un área de 741 km² (286 millas cuadradas) y una población total de 115.112 (2012). Es el segundo municipio más poblado de la región y el quinto del país. 

## Información general
La ciudad principal y el sitio de su consejo municipal es la ciudad de Esbjerg, la quinta ciudad más grande de Dinamarca.
Los municipios vecinos son Tønder al sur, Haderslev al sureste, Vejen al este, y Varde al norte. El municipio vecino al oeste es Fanø, una isla-municipio localizada en la bahía de Fanø. Más allá se encuentra el Mar del Norte.

## Localidades
| Localidades más pobladas de Esbjerg |             |                  |
| N.º                                 | Localidad   | Población (2012) |
| 1                                   | Esbjerg     | 71.579           |
| 2                                   | Ribe        | 8.187            |
| 3                                   | Bramming    | 7.093            |
| 4                                   | Tjæreborg   | 2.568            |
| 5                                   | Gørding     | 1.772            |
| 6                                   | Tarp        | 1.762            |
| 7                                   | Egebæk      | 1.202            |
| 8                                   | Andrup      | 1.119            |
| 9                                   | Gredstedbro | 1.039            |
| 10                                  | Store Darum | 921              |